# 郭仲荀
郭仲荀（11世纪—1145年），字传师，河南府洛阳县（今河南省洛阳市）人，南宋大臣。
靖康二年（1127年）金朝以张邦昌为大楚帝，将俘虏的郭仲荀和冯澥、曹辅、路允迪、孙觌、张澂、谭世勣、汪藻、康执权、元可当、沈晦、黄夏卿、邓肃、太学、六局官、秘书省官，放了回来。八月，宋高宗以洺州防御使、龙神卫四厢都指挥使李庠为东京副留守，郭仲荀率领所部护送元祐太后至南京应天府（今河南省商丘市）。郭仲荀部禁旅从，且制置东南诸盗。建炎二年（1128年）七月乙未，侍卫以军都指挥使郭仲荀为京城副留守。建炎三年（1129年）七月，留守杜充还朝，副留守郭仲荀因为金军逼近京畿，粮储告竭，于是率领馀兵奔赴行在。八月乙丑，副留守郭仲荀亦率领馀兵抵达行在，朝廷以直徽猷阁、京畿转运副使上官悟权京城留守。八月辛卯，命尚书右仆射杜充兼江、淮宣抚使守建康，殿前副都指挥使郭仲荀隶属。
郭仲荀后来以殿前副都指挥使为两浙宣抚副使，驻守越州，听说金军破临安府，于是乘海舟逃跑。绍兴三年（1133年），九月，侍卫亲军步军都指挥使、武泰军节度使、主管殿前司公事郭仲荀为检校少保、知明州兼沿海制置使，以绍兴府、温、台、明州为地分，自帅府外，应统兵官都受节制。绍兴四年（1134年）十月，宋高宗下诏沿海制置使郭仲荀兼总领海船。绍兴五年（1135年）四月，检校少保、武泰军节度使、知明州兼沿海制置使郭仲荀来朝，为检校少傅，提举太平观。
绍兴九年（1139年）正月戊戌，以王伦为东京留守兼权开封府尹，郭仲荀为太尉、东京副留守兼节制军马。去驻守金国归还的开封府。二月，京城副留守郭仲荀请求兵粮，宋高宗不给，说：“朕今日和议，盖欲消兵，使百姓安业。留司岂容多兵！但得二三千人弹压侵略足矣。至于钱粮，亦只据所入课利，养赡官兵。它日置榷场，不患无钱，岂可虚内而事外邪！朕见前朝开边，如陕西、燕山，曾不得尺帛斗米，而府藏已耗竭矣，此可为戒。”于是命淮西宣抚使派遣统领官、右武大夫、文州防御使郑堪，武略大夫唐朴，率领本部兵千人跟随郭仲荀到任。郭仲荀转任太尉，充东京同留守。东京同留守郭仲荀招募近城闲田募弓箭手。九月己亥，金兵南下，郭仲荀带着刘豫之众五千七百馀人逃回镇江。绍兴十年（1140年）正月甲午，太尉、庆远军节度使、东京同留守兼节制军马、京畿营田大使郭仲荀充醴泉观使，知镇江府。绍兴十五年（1145年），十二月，郭仲荀卒于台州。